# Javac
javac é o compilador primário da linguagem Java, incluído no Java Development Kit (JDK) da Oracle Corporation. Apesar de existirem outros compiladores, o criado pela Sun Microsystems é o mais usado.